# Jacques Antoine Charles Bresse
Jacques Antoine Charles Bresse (Viena, Isère, 9 d'octubre del 1822 – París, 22 de maig del 1883) va ser un enginyer civil francès especialitzat en el disseny i ús de motors hidràulics.
Bresse es va graduar a l'École Polytechnique el 1843 i va fer els estudis d'enginyeria a l'École des Ponts et Chaussées. En aquest escola va ser professor de mecànica des del 1853.
El seu nom apareix inscrit a la Torre Eiffel

## Publicacions
- Bresse, Jacques Antoine Charles, Water-wheels; Or, Hydraulic Motors, John Wiley & Sons, New York 1869.